# Aheu Luang
Aheu Luang (Aheu), skupina od tri etničke grupe ili plemena naseljenih u središnjem Laosu i susjednom Tajlandu a govore jezikom mon-khmerske porodice, uže skupine Viet-Muong. Aheu Luang se dijele na Thavung u provinciji Sakon Nakhon u Tajlandu i uz rijeku Theun u Laosu, i imaju tri sela. Drugo pleme je Phonsung, oko 100 kilometara južno od Thavunga, i treći su Kha Tong Luang, u blizini vijetnamske granice, čije ime znači Slaves of the Yellow Leaves. Nastambe Aheu Luanga su štitnici od lišća banana kakve imaju i pripadnici njima jezično nesrodnog plemena Phi Tong Luang, koji pripadaju Khmuima, i po kojima su dobili i naziv 'duhovi žutog bananinog lišće' ('slaves of the Yellow Banana Leaves'). 

## Vanjske poveznice
- Aheu of Laos  Arhivirana inačica izvorne stranice od 11. ožujka 2016. (Wayback Machine)
- Aheu: A language of Thailand